# Lexus Surbiton Trophy 2024
Die Lexus Surbiton Trophy 2024 war ein Tennisturnier der ITF Women’s World Tennis Tour 2024 für Damen und ein Tennisturnier der ATP Challenger Tour 2024 für Herren in Surbiton. Beide Turniere fanden zeitgleich vom 3. bis 9. Juni 2024 statt.